# Castello di Cly
Il castello di Cly è un maniero medievale valdostano in rovina che si trova nell'omonima frazione del comune di Saint-Denis.

## Descrizione

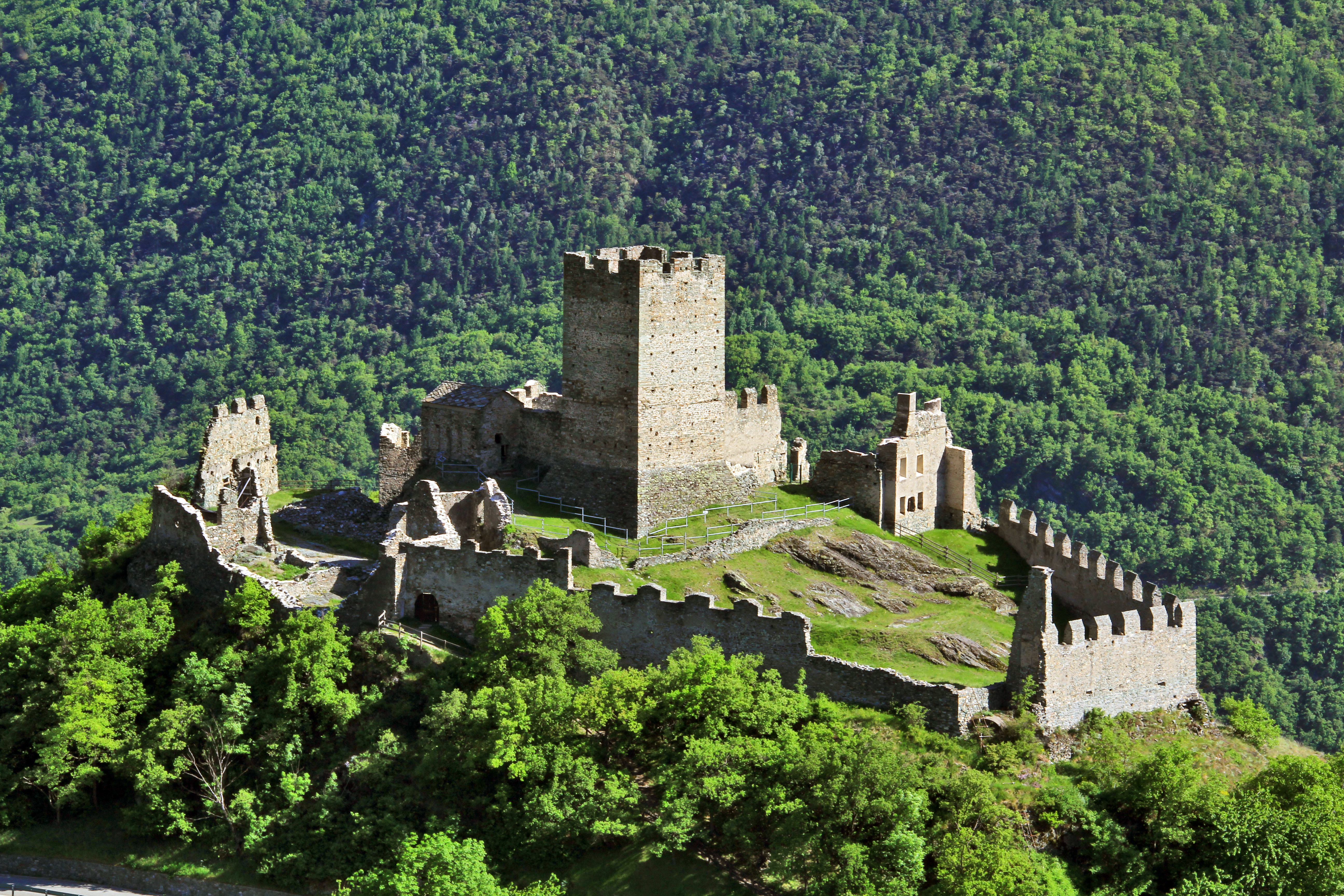
Veduta aerea del complesso

Appartiene alla tipologia di castelli cosiddetti primitivi, costituiti da una torre centrale spesso a pianta quadrata circondata da un'ampia cinta muraria che racchiudeva anche altri edifici.
La sua funzione originale era principalmente difensiva, come dimostra la sua posizione: sorge su uno sperone roccioso a 780 metri di altitudine, in una posizione facilmente difendibile e dalla quale poteva dominare il borgo di Chambave e il fondovalle da Aosta a Saint-Vincent.
Dal punto di vista litologico, il maniero di Cly sorge su di un rilievo di metabasiti composto da dossi anfibolitici, in particolare «sfrutta il primo affioramento di solida roccia in posto sul bordo del gran dissesto di versante esteso fino al castello di Quart».

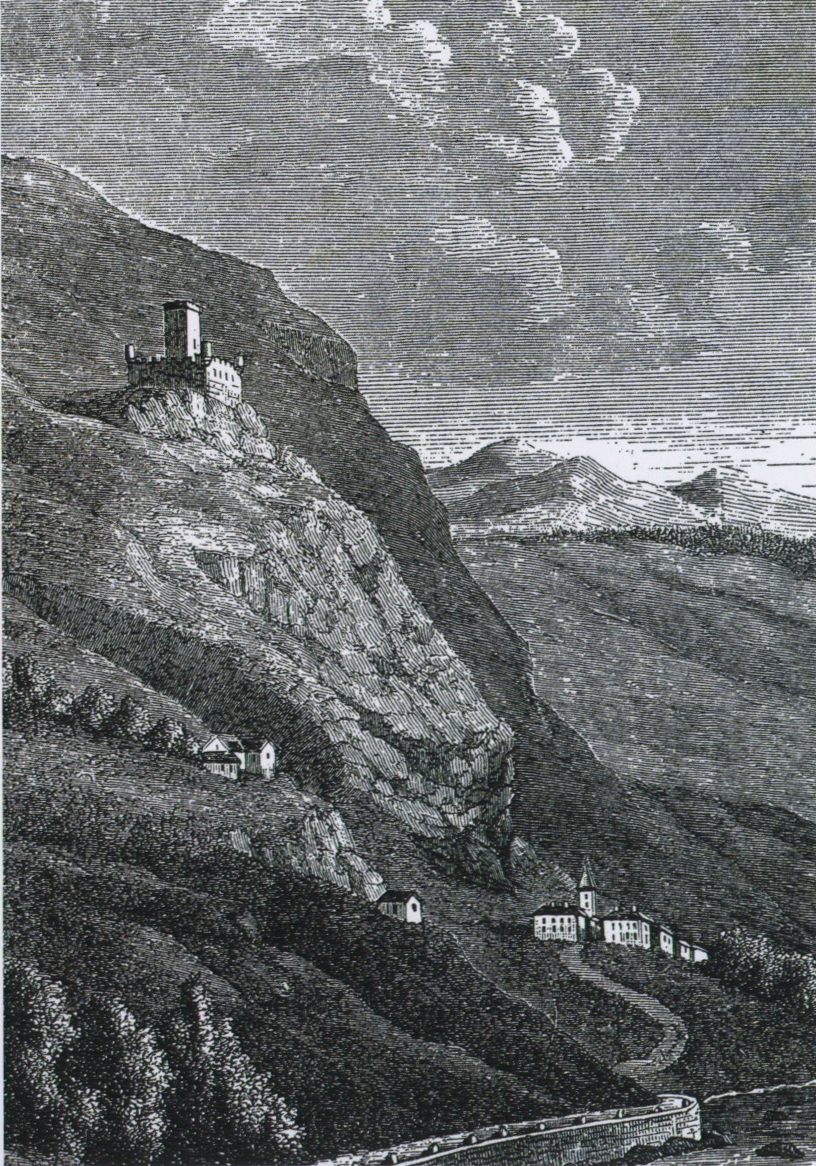
Il Castello di Cly in una litografia di Édouard Aubert del 1860.

## Storia
Il sito, di impianto medievale, era già occupato in epoca preistorica e protostorica, come hanno rivelato gli scavi archeologici del 2006.
Il castello venne menzionato ufficialmente per la prima volta in un documento del 1207, nel quale la “cappella sancti Mauricij de castro Cliuo” è citata tra i beni della Prevostura di Saint-Gilles a Verrès. Alcune analisi dendrologiche effettuate su strutture in legno ritrovate all'interno del mastio - probabilmente l'edificio più antico del castello - hanno permesso di farlo risalire addirittura al 1027.
Nei primi tempi il castello appartenne alla famiglia degli Challant del ramo di Cly. Capostipite di quel ramo della famiglia fu probabilmente Bosone IV, figlio del Visconte di Aosta Bosone III, che ricevette il feudo e il castello di Cly dai Conti di Savoia verso la metà del XIII secolo. Il feudo comprendeva un territorio abbastanza vasto, di cui facevano parte gli attuali comuni di Chambave, Saint-Denis, Diémoz, Verrayes, Torgnon e tutta la Valtournenche. Bosone IV ingrandì e fortificò il castello raggiungendo la struttura attuale.
Alla morte di Bosone il castello passò al figlio Bonifacio I. Nel 1337 a Bonifacio I succedette il figlio Pietro, un uomo collerico e prepotente che tiranneggiava i propri sudditi e osteggiò il Conte Amedeo IV di Savoia, il quale alla fine lo privò del titolo e confiscò i suoi beni.
A partire dal 1376 il castello divenne quindi proprietà diretta dei Savoia, i quali desideravano averlo già da alcuni anni in virtù della sua posizione strategica.
I documenti della castellania sabauda e l'Errores gazariorum, un compendio sulla stregoneria nell'area alpina occidentale, riportano la storia di Johanneta Cauda, la prima donna accusata di stregoneria in quest'area alpina, in particolare di aver mangiato i nipoti assieme ad un'amica. All'epoca il castello di Cly era il centro amministrativo e giudiziario della signoria e il mastio ospitava le prigioni: fu qui che Johanneta passò settantun giorni prima di venir pubblicamente bruciata sul rogo a Chambave, nei pressi del castello, l'11 agosto 1428, giorno di San Lorenzo patrono del borgo. Il castellano fornì gratuitamente, come divenne usanza, legna e cespugli per il rogo.
Di quel periodo sono stati trovati alcuni accurati registri spese, contenenti informazioni sulla consistenza del castello e sui costi degli interventi di manutenzione eseguiti. Tra di essi vi sono spese ordinarie come l'acquisto di legna o di calce per intonacare i muri, e altre più consistenti per la riparazione di mura e il rifacimento dei tetti. Un'importante voce di spesa riguardava l'approvvigionamento idrico del castello, che disponeva di acqua corrente grazie ad una tubatura in legno che intercettava una sorgente nella collina a monte del maniero.
I Savoia amministrarono il castello per circa due secoli. In seguito il maniero e il feudo circostante vennero assegnati a varie famiglie ai San Martino, Conti San Martino di Strambino, poi per matrimonio ai de Candia, Conti di Vische, Visdomini di Ginevra, e nel 1558 in dote ai Birago San Martino de Candia del Marchesato di Candia; finché nel 1634 passarono alla famiglia Roncas di Châtel-Argent. Alla fine del XVII il castello venne abbandonato e parte delle sue pietre furono utilizzate dai Roncas per la costruzione di una più comoda abitazione a Chambave.
Per il castello fu l'inizio di un inesorabile declino che lo ha trasformato nel rudere attuale, interrotto solo agli inizi del 1900 quando lo storico Tancredi Tibaldi acquistò l'edificio per conto del comune di Saint-Denis, di cui era sindaco.
Il castello, ancora oggi di proprietà del comune di Saint-Denis, è aperto al pubblico e parzialmente visitabile con visite guidate nel periodo estivo.

## Il castello

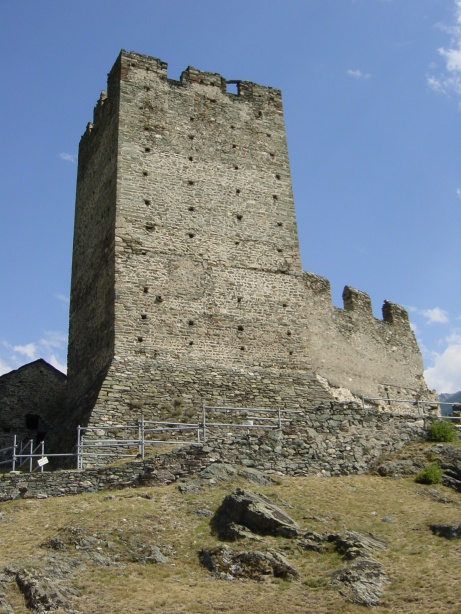
Il donjon a pianta quadrata del castello di Cly.

Il castello di Cly fa parte della tipologia di castelli valdostani di tipo primitivo, costituiti da un massiccio donjon centrale circondato da un'ampia cinta muraria, che racchiudeva al suo interno, oltre al mastio, anche una serie di altri edifici.
Nel caso di Cly la cinta muraria, ancora conservata quasi interamente, era sovrastata da una merlatura e racchiudeva un'area di circa 2800 m2. La parte occidentale è sempre stata priva di edifici ed era costituita da una spianata dove la popolazione locale poteva rifugiarsi in caso di attacco nemico. L'area a sud est ospitava invece le costruzioni, edificate in epoche diverse tra l'XI e il XIV secolo, tra cui la massiccia torre centrale, la cappella, le cucine, le stalle, il corpo di guardia e l'abitazione del castellano. Nell'angolo di nord ovest è possibile notare i resti di una torre sotto la quale si trovava una cisterna sotterranea per la raccolta dell'acqua, intonacata in cocciopesto per renderla impermeabile.

Piantina del castello di Cly (Carlo Nigra)

L'edificio più imponente del castello era sicuramente il mastio, la massiccia torre centrale. Era costituito da un donjon a pianta quadrata di circa 9,40 x 9 metri di lato e alta 18 metri, costruita sopra la roccia viva in modo da offrire una maggiore resistenza in caso di attacco tramite mine (che consistevano nello scavare un piccolo tunnel sotto le fondamenta della torre e nel farlo collassare all'improvviso). La torre era verticalmente divisa in tre piani sovrastanti, e l'accesso era posto ad alcuni metri di altezza dal suolo, una soluzione difensiva che è possibile notare anche nei donjon di molti altri castelli dell'epoca, tra cui Graines e Châtelard. Inizialmente per accedere alla torre veniva usata una scala a pioli in legno, in seguito sostituita da una scala in pietra sorretta da un arco rampante, ormai crollata. Nel corso degli anni la torre deve avere subito alcuni rimaneggiamenti, come dimostrano una porta e alcune finestra murate.

Affreschi dell'abside della cappella (foto Nigra)

Addossato al mastio si trovano i resti della piccola cappella romanica dedicata a San Maurizio, risalente probabilmente all'XI secolo. L'abside, orientato verso est, era in origine affrescato con figure di angeli, santi ed evangelisti, come dimostrano alcuni disegni di Alfredo d'Andrade e gli scritti di Carlo Nigra degli inizi del 1900, ma ormai ne rimangono solo alcuni frammenti.
Gli edifici residenziali e il corpo di guardia, situati nella parte più meridionale del castello, sono ormai ridotti allo stato di rudere e appena intuibili.